# Chlorotettix necopina
Chlorotettix necopina är en insektsart som beskrevs av Van Duzee 1893. Chlorotettix necopina ingår i släktet Chlorotettix och familjen dvärgstritar. Inga underarter finns listade i Catalogue of Life.